# Union des républicains d'action sociale
De Union des républicains d'action sociale (Nederlands: "Unie van de Republikeinen van de Sociale Actie"), afgekort URAS, was een Franse parlementaire fractie van Gaullisten die na het uiteenvallen van de (Gaullistische) Rassemblement du peuple français (RPF) in 1953 werd gevormd. 
De URAS was vertegenwoordigd in de kabinetten-Laniel, Mendès France en Faure.
Bij de parlementsverkiezingen van 1956 deden de Gaullisten mee onder de naam Républicains sociaux (RS, Sociale Republikeinen).